# Radu Korne
Radu Korne, romunski general, * 23. december 1895, † 28. april 1949.